# 西格弗里德·弗里克
西格弗里德·弗里克（德語：Siegfried Fricke，1954年11月19日—），德国男子赛艇运动员。他曾代表西德参加1976年夏季奥林匹克运动会赛艇比赛，获得男子四人单桨有舵手铜牌。